# Proceratophrys appendiculata
Espèce
Synonymes
- Ceratophrys appendiculata Günther, 1873
- Ceratophrys cafferi Camerano, 1879
- Stombus appendiculatus Miranda-Ribeiro, 1920
- Stombus appendiculatus var. unicolor Miranda-Ribeiro, 1926

Statut de conservation UICN

 LC  : Préoccupation mineure
Proceratophrys appendiculata est une espèce d'amphibiens de la famille des Odontophrynidae.

## Répartition
Cette espèce est endémique du Sud-Est du Brésil. Elle se rencontre dans les États de Rio de Janeiro et de São Paulo.

## Publication originale
- Günther, 1873 : Contribution to our Knowledge of Ceratophrys and Megalophrys. Annals and Magazine of Natural History, sér. 4, vol. 11, p. 417–419 (texte intégral).